# Versuchskontrolle
Eine Versuchskontrolle (auch Kontrollversuch, Kontrollexperiment) ist in den exakten Wissenschaften ein Begleitexperiment zum Ausschluss von Störfaktoren oder zur Verifikation der zu einem Experiment entwickelten Methodik. Kontrollversuche sind ein zentraler Bestandteil der wissenschaftlichen Methodik. Im Idealfall wird für jede mögliche Variable, die das Ergebnis beeinflussen könnte, ein Kontrollversuch durchgeführt.
Je nach Forschungsgebiet ist die Konzeption und Durchführung des eigentlichen Versuchs wesentlich einfacher als jene des gültigen, aussagekräftigen Kontrollversuchs. Dies gilt insbesondere in den sozialen Wissenschaften, wo kaum auf kontrollierte Laborbedingungen zurückgegriffen werden kann.

## Eigenschaften
Kontrollversuche basieren auf dem Ceteris-paribus-Prinzip und können entweder einzelne Ursachen für ein Ergebnis ausschließen (Negativkontrollen) oder die prinzipielle Funktionsfähigkeit der Methode darstellen (Positivkontrollen). Eine zu einem Kontrollversuch eingeteilte Gruppe wird als Kontrollgruppe bezeichnet.

### Positivkontrollen
Positivkontrollen sind Begleitexperimente, bei denen ein mit dem Experiment erzieltes Phänomen (oder ein erzielter Effekt) sicher auftritt. Positivkontrollen dienen zum Nachweis, dass eine Methode mit den bekannten Werten der Variablen funktioniert (Methodenvalidierung) und können daher falsch negative Ergebnisse eines Experiments ausschließen, beispielsweise wenn das Experiment wegen fehlerhaftem Versuchsaufbau oder Störsubstanzen in der Probe nicht funktionieren kann.

### Negativkontrollen
Negativkontrollen sind Begleitexperimente, bei denen ein mit dem Experiment erzieltes Phänomen (oder ein erzielter Effekt) nicht auftritt (Nullwert) bzw. nicht auftreten soll. Dadurch wird sichergestellt, dass ein positiver Befund im Hauptexperiment möglichst nur an der Veränderung der Variablen gelegen haben kann. Daher wird bei einer Negativkontrolle eine Probe verwendet, die der eigentlichen Probe so ähnlich wie möglich ist, mit Ausnahme bei der Variablen. Ein positiver Befund der Negativkontrolle deutet dagegen auf eine mangelnde Spezifität des jeweiligen Hauptexperiments hin, d. h. der im Hauptexperiment erzielte Effekt tritt auch durch andere Einflüsse auf. Negativkontrollen dienen dem Ausschluss von anderen Gründen (Fehlerquellen) als der Hypothese für ein Phänomen und dienen einer Vermeidung fehlerhafter Deutungen falsch positiver Ergebnisse. Dadurch werden die Möglichkeiten einer Falsifikation der Deutung der Ergebnisse nach einer Veröffentlichung gemindert. Sind die Resultate des Experiments und der Negativkontrollen negativ, kann auf eine Unabhängigkeit des Versuchsausgangs von den Variablen geschlossen werden, d. h. die Veränderung der Variablen hatte keinen Einfluss auf den Versuchsausgang. Bei Versuchen an Tieren sind Gaben von Placebos eine typische Negativkontrolle. Durch Blindversuche und Doppelblindversuche werden zusätzliche Negativkontrollen zur Untersuchung des Einflusses des Kenntnisstands des Probanden und im letzteren Fall auch des Experimentators auf ein Versuchsergebnis vermieden. Strategien zur Einteilung von Versuchsgruppen bei klinischen Studien sind z. B. die Randomisierung und die Parallelisierung zwischen der Testgruppe und der (Negativ-)Kontrollgruppe.

### Beispiele
Wenn sich Einwohner einer Ortschaft über Elektrosmog beschweren, kann eine Attrappe einer Sendeantenne als Negativkontrolle aufgestellt werden. Funksignale können von der Attrappe nicht ausgehen. Sollten sich die Einwohner über neu aufgetretene Auswirkungen von Elektrosmog beschweren, so ist dieses Ergebnis falsch positiv und die Beschwerden treten unabhängig von Elektrosmog auf.
Bei medizinischen Labortests muss sichergestellt werden, dass sie korrekt funktionieren und bei einer positiven Probe auch ein positives Ergebnis anzeigen. Zu diesem Zweck vermittelt etwa die Weltgesundheitsorganisation Proben von Grippeviren und ermöglicht somit Positivkontrollen.